# Amundsen (Kurzgeschichte)

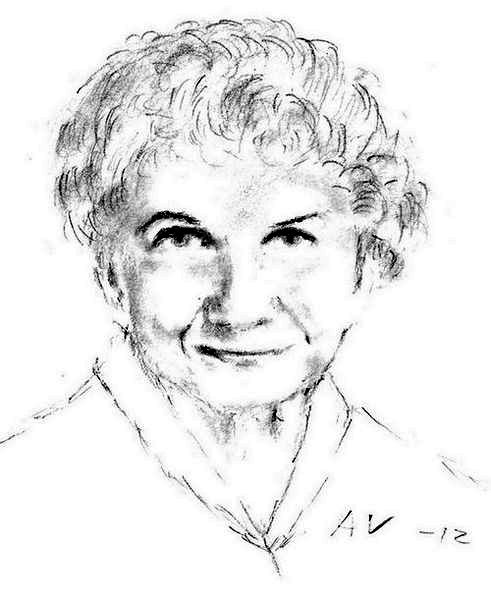
Alice Munro. Nobelpreis für Literatur

Amundsen ist eine Short Story von Alice Munro aus dem Jahr 2012, in der es um einseitige Unterkühlung in einer Beziehung und deren unklares Ende geht. 

## Inhalt
Um nach ihrem ersten Hochschulabschluss Geld zu verdienen, nimmt Vivien Hyde, die Ich-Erzählerin, im Winter eine Stelle als Lehrerin in einem Tuberkulose-Sanatorium für Kinder an. Sie fährt dafür an einen Ort namens Amundsen in der kanadischen Provinz, der von Holzfällern bewohnt wird und an einem zugefrorenen See liegt. In dem düsteren Sanatorium herrscht angesichts der unheilbar kranken und zum Teil vom Tode bedrohten Kinder eine drückende Stimmung voll mit Tabus und ungeklärten Verhältnissen.
Die angehende Lehrerin wird eindringlich vor einer Erkältung gewarnt; weitere Tipps und Ratschläge bleiben nicht aus. Der leitende Arzt, Alister Fox, führt ein knappes Bewerbungsgespräch mit ihr, in dessen Verlauf es zu einem kurzen Sparring zu Themen der Weltliteratur kommt. Der „Doktor“, wie er im Verlauf der Geschichte meist genannt wird, gibt ihr knappe Anweisungen zu ihrem Unterricht, u. a. die Aufforderung, die Kinder – aus medizinischen Gründen – nicht zu stark aufzuregen und dennoch ihre Langeweile zu bekämpfen.
Die Schüler merken bald, dass es sich nur um eine Als-ob-Schule handelt, in der es nicht um Zensuren geht. Der Unterricht findet nur vormittags statt und es nehmen jeweils nur diejenigen Schulkinder teil, die gesundheitlich dazu in der Lage sind. Wenn Vivien nachmittags frei hat, geht sie manchmal in Amundsen etwas essen. Eine Jugendliche, Mary, deren Mutter die Küche des Sanatoriums leitet und die in der Stadt zur Schule geht, ist ein sehr lebhafter Typ. Sie leistet der Erzählerin gelegentlich Gesellschaft und erzählt aus ihrer Kindheit, wodurch Vivien etwas mehr über den Arzt erfährt.
Eines Abends ist Miss Hyde bei ihrem unterkühlten Vorgesetzten das zweite Mal zum Essen eingeladen, als Mary hereinplatzt und eine Songnummer aus dem Theaterstück vorführt, dessen lokale Aufführung die beiden Erwachsenen absichtlich verpasst hatten. Alister Fox bringt Mary nach Hause, um sie auf sichere Art loszuwerden. Eine Affäre zwischen der Lehrerin und dem Arzt hatte bereits begonnen und war vor Marys Auftauchen zunächst wiederum im Stil eines Wissens-Sparrings fortgesetzt worden, unter anderem um die Figuren Naphta und Settembrini aus Thomas Manns Zauberberg. Noch am selben Abend wird die Affäre sexuell besiegelt und ein paar Wochen später endet sie bei einer Autofahrt auf plötzliche Weise, als der Arzt sich trotz seiner Ankündigung und konkreter Vorbereitungen gegen eine Heirat entscheidet. Er kauft seiner Geliebten am selben Nachmittag ein Zugticket nach Toronto und lässt ihre Sachen nachsenden. Vivien trifft nach dem Einsteigen auf eine Gruppe Jugendlicher, unter denen sich auch Mary befindet, von der sie stürmisch begrüßt wird. Sie redet sich mit einer Unwahrheit heraus und klärt Mary nicht über ihren überstürzten Abschied und den Grund dafür auf. 
Der letzte Abschnitt erzählt von einem Wiedersehen Jahre später, bei dem Vivien den ehemaligen Geliebten mitten im Getümmel einer Straßenkreuzung in Toronto trifft, sie ein paar Worte wechseln und in verschiedene Richtungen auseinandergehen. Die Ich-Erzählerin nimmt abermals sein eigentümlich nervöses linkes Auge wahr. Es ist offen, ob es das Ende dieser Beziehung bleibt.

## Interpretation
In einem Interview zu ihrem neuesten Band, Dear Life, äußerte Alice Munro: Die junge Frau mache ihre erste Erfahrung mit einem Mann, der hoffnungslos egoistisch sei. Er sei der Typ Mann, der sie interessiere, ein jederzeit lohnender Preis. Am Ende sei die Frau realistischer geworden und verwahre ihn in ihrer Fantasie. Das sei ihre Sicht dazu.

## Ausgaben und Versionen
Amundsen ist enthalten in Dear Life (2012), Alice Munros vierzehnter und jüngster Sammlung von Kurzgeschichten, die 2013 mit dem Titel Liebes Leben auf Deutsch erschienen ist. In dem Band Dear Life hat Amundsen in englischer Sprache einen Umfang von 34 Seiten. Die Erzählung ist auch in der Ausgabe des The New Yorker vom 27. August 2012 veröffentlicht worden und dort kostenfrei online zu lesen.

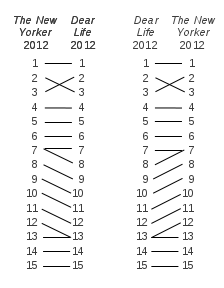
Alice Munro: Amundsen (2012 / 2012), Versionsunterschiede nach Abschnitten

 Die beiden Versionen umfassen je 15 Abschnitte, aber die Zeitschriftenversion ist insgesamt kürzer als die Buchversion. Zwischen den Versionen wird ein Abschnitt getauscht: Die schriftliche Einführung in den Job, die in der Zeitschriftenversion den zweiten Abschnitt ausmacht, ist in der Buchversion der dritte Abschnitt und umgekehrt ist der dritte Abschnitt der Buchversion der zweite Abschnitt der Zeitschriftenversion. Ferner wird einmal ein Abschnittswechsel hinzugefügt und einmal wird einer getilgt. In der Buchversion beginnt ein neuer Abschnitt bei „The key to his house showed up on the floor of my room, slipped under the door when I wasn't there.“ In der Zeitschriftenversion stehen diese Zeilen am Ende des siebten Abschnitts. Der getilgte Abschnittswechsel findet sich in der Zeitschriftenversion zwischen den Abschnitten 12 und 13, wo am Ende des zwölften Abschnitts das Paar Hand-in-Hand zum Auto geht, um die Fahrt zum Ort der Verehelichungszeremonie fortzusetzen. Nach „settles himself and turns the key in the ignition, then turns it off“ folgt in der Buchversion kein Abschnittswechsel.
Neben sprachlich-stilistischen Änderungen unterscheiden sich die beiden Fassungen darin, dass sich die Ich-Erzählerin in der Buchversion gelegentlich an ihr Aufwachsen bei den Großeltern erinnert. Ein Unterschied ist auch für den letzten Satz der Erzählung auszumachen: In der Buchversion heißt es „Nothing changes really about love.“ In der Zeitschriftenversion heißt es: „Nothing changes, apparently, about love.“

## Weblink
- Zusammenfassung mit Comments zu „Amundsen“ (in englischer Sprache), mookseandgripes.com,  20. August 2012 f.